# Myrmecozela erecta
Myrmecozela erecta är en fjärilsart som beskrevs av Braun 1923. Myrmecozela erecta ingår i släktet Myrmecozela och familjen äkta malar. Inga underarter finns listade i Catalogue of Life.